# Skallmeja socken
Skallmeja socken i Västergötland ingick i Skånings härad, ingår sedan 1971 i Skara kommun och motsvarar från 2016 Skallmeja distrikt.
Socknens areal är 17,19 kvadratkilometer varav 17,06 land.  År 2000 fanns här 195 invånare. Kyrkbyn Skallmeja med sockenkyrkan Skallmeja kyrka ligger i socknen.

## Administrativ historik
Socknen har medeltida ursprung. 
Vid kommunreformen 1862 övergick socknens ansvar för de kyrkliga frågorna till Skallmeja församling och för de borgerliga frågorna bildades Skallmeja landskommun. Landskommunen uppgick 1952 i Ardala landskommun som 1971 uppgick i Skara kommun. Församlingen uppgick 2006 i Ardala församling.
1 januari 2016 inrättades distriktet Skallmeja, med samma omfattning som församlingen hade 1999/2000.  
Socknen har tillhört län, fögderier, tingslag och domsagor enligt vad som beskrivs i artikeln Skånings härad. De indelta soldaterna tillhörde Skaraborgs regemente, Skånings kompani och Västgöta regemente, Livkompaniet.

## Geografi
Skallmeja socken ligger väster om Skara kring Flian. Socknen är en odlad slättbygd.

## Fornlämningar
Boplatser och en hällkista från stenåldern är funna. Från järnåldern finns domarringar och stensättningar.

## Namnet
Namnet skrevs 1462 Skalmöia och kommer från kyrkbyn. Efterleden innehåller plural av ö, 'land vid vatten'. Förleden är skalm och syftar på de två åar som förenar sig vid kyrkbyn.